# Staatliches Gerichtspsychiatrieamt am Gesundheitsministerium Litauens
Das Staatliche Gerichtspsychiatrieamt am Gesundheitsministerium Litauens (lit. Valstybinė teismo psichiatrijos tarnyba prie Sveikatos apsaugos ministerijos, VTPT) ist eine Behörde der Gerichtspsychiatrie. Sie untersteht dem Gesundheitsministerium Litauens. Die Experten des Amts erstellen Gutachten für die litauische Justizbehörden und Gerichte.
Das Amt befindet sich in Vilnius, im Stadtteil Naujoji Vilnia. 

## Leitung
- Direktorius Konstantinas Daškevičius

## Quelle
1. ↑  Satzung